# Trichomeloe ottomanus
Trichomeloe ottomanus là một loài bọ cánh cứng trong họ Meloidae. Loài này được Pliginskji miêu tả khoa học năm 1914.